# 劉瑾
劉 瑾（りゅう きん、景泰2年（1451年） - 正徳5年（1510年）旧暦8月）は、明代の宦官。正徳帝に取り入り、同僚の宦官たちと結託して朝政を専断した。後に皇位簒奪を画策したとして捕縛され、凌遅刑に処された。

## 生涯
西安府興平県出身。無頼の出自で、旧姓は「談」であったと伝えられる。自宮して宮中に入り、劉姓の宦官に従い、やがてその姓を享けた。正徳帝に気に入られ、帝に逸楽を勧めて遊蕩に耽溺させ、政治の実権を掌握した。
劉瑾は同僚の宦官七人とともに国政を壟断し、「八虎」と称され、汚職と収賄で国政を腐敗させた。また東廠・西廠などの諜報機関を使って反対勢力を監視・弾圧した。劉瑾の専横に対する反発は強く、正徳5年（1510年）、寧夏で発生した朱寘鐇による安化王の乱も、劉瑾の排除を決起の理由に掲げている。
正徳帝の寵を失い粛清されることを恐れた劉瑾は、ついに帝位の簒奪を企てるが、八虎の一人である張永の密告により逮捕され「聖上を晦まし、国政を壟断した」罪により、「凌遅刑（寸磔）三日」が宣告された。
劉瑾の処刑の様子は、張文麟という担当刑務官の詳細な記録が残る。その記述によると劉瑾は、絶命するまで2日ががりで3,357刀を加えられた。一日目、3000刀ほどを加えられて夜はいったん獄舎に戻されたが、夕食に出た粥をお代わりして二杯を完食し「この大罪人のふてぶてしさ、かくの如し」という。二日目、357回切り刻まれた時点でついに絶命した。屍骸の肉片は彼に殺された者の遺族に配られ、位牌に捧げるものや、憎さのあまり食う者もいたという。
劉瑾の財産は没収されたが、『二十二史箚記』によれば、没収財産は金250万両、銀5,000万両、その他無数の珍宝があり、当時の政府歳入の10年分に相当するものであった。

## 関連作品
- 田中芳樹著『黒竜潭異聞〜中国歴史奇譚集〜』（実業之日本社）